# Helicodendron
Helicodendron is een geslacht van schimmels behorend tot de familie Gelatinodiscaceae. De typesoort is Helicodendron paradoxum.

## Soorten
Volgens Index Fungorum telt dit geslacht 21 soorten (peildatum december 2021):
| Soortnaam                      | Auteur(s)                        | Publicatiejaar |
| ------------------------------ | -------------------------------- | -------------- |
| Helicodendron amazonense       | Matsush.                         | 1983           |
| Helicodendron articulatum      | Glen Bott                        | 1955           |
| Helicodendron coniferarum      | Voglmayr                         | 1997           |
| Helicodendron cumbriense       | Abdullah                         | 1983           |
| Helicodendron fractum          | P.J. Fisher                      | 1979           |
| Helicodendron fuscum           | (Berk. & M.A. Curtis) Linder     | 1929           |
| Helicodendron hyalinum         | Linder                           | 1929           |
| Helicodendron indicum          | Varghese & V.G. Rao              | 1980           |
| Helicodendron intestinale      | Abdullah                         | 1979           |
| Helicodendron japonicum        | Abdullah                         | 1987           |
| Helicodendron longisporum      | Abdullah                         | 1987           |
| Helicodendron longitubulosum   | Voglmayr                         | 1997           |
| Helicodendron luteoalbum       | Glen Bott                        | 1955           |
| Helicodendron microsporum      | Abdullah, Cano, Descals & Guarro | 2000           |
| Helicodendron minutum          | Goos & Uecker                    | 1992           |
| Helicodendron multicatenulatum | Beverw.                          | 1953           |
| Helicodendron multiseptatum    | Abdullah                         | 1983           |
| Helicodendron praetermissum    | Voglmayr                         | 1997           |
| Helicodendron triglitziense    | (Jaap) Linder                    | 1929           |
| Helicodendron websteri         | Voglmayr & P.J. Fisher           | 1997           |
| Helicodendron westerdijkiae    | Beverw.                          | 1953           |